# Ferdinand von Miltner

Ferdinand Miltner (um 1890)

Ferdinand Miltner, seit 1901 Ritter von Miltner (* 5. Juli 1856 in Fürth; † 18. Juni 1920 in München) war ein deutscher Jurist und Politiker.

## Leben
Miltner besuchte das Gymnasium in Bamberg, an dem er 1874 das Abitur bestand. Er studierte Rechtswissenschaften an der Ludwig-Maximilians-Universität München und wurde 1875 Mitglied des Corps Suevia. Nach den Examina trat er in den bayerischen Justizdienst und war am Amtsgericht Bamberg, 1883 im Bayerischen Justizministerium, 1885 Amtsrichter und 1890 Staatsanwalt in München. 1888 wurde er zum ersten Vorsitzenden des neu gegründeten Verbandes Alter Corpsstudenten (VAC) gewählt.
1898 wurde er als Reichsgerichtsrat nach Leipzig berufen. Von 1902 bis 1912 war er Bayerischer Justizminister.
1914 wurde er Schriftleiter der Leipziger Zeitschrift für deutsches Recht.
Miltner war lebenslanger Reichsrat der Krone Bayerns. 1901 wurde er mit dem Komturkreuz des Verdienstordens der Bayerischen Krone beliehen. Mit der Verleihung war die Erhebung in den persönlichen Adelsstand verbunden und er durfte sich nach der Eintragung in die Adelsmatrikel Ritter von Miltner nennen. 1911 erhielt er das Großkreuz dieses Ordens. 1913 erhielt er das Großkreuz des Verdienstordens vom Heiligen Michael. 1909 erhielt er von der Universität Leipzig den Ehrendoktortitel.